# Clinton Walker
Clinton Walker est un journaliste et historien australien, connu pour ses travaux sur la musique populaire australienne. Il est l'auteur de la biographie Highway to Hell : The Life and Death of AC/DC Legend Bon Scott (Sun Books, 1994).